# Hypo Alpe-Adria-Bank Beograd
Hypo Alpe-Adria-Bank Beograd est une banque serbe qui a son siège social à Belgrade, la capitale de la Serbie. Elle fait partie du groupe autrichien Hypo Group Alpe Adria.

## Activités
Hypo Alpe-Adria-Bank Beograd est une banque commerciale qui propose des services bancaires aux particuliers. Elle propose des comptes courants, des chéquiers et des cartes de crédit, des prêts, des produits d'épargne, un service de banque électronique ; elle pratique le change et offre également des services de paiements internationaux. Elle travaille également avec les entreprises,, le secteur agricole et le secteur public.

## Capital
Le capital de Hypo Alpe-Adria-Bank Beograd est détenu à 100,00 % par le groupe autrichien Hypo Alpe-Adria-Bank International A.G. Klagenfurt.